# Kilmuir Old Church

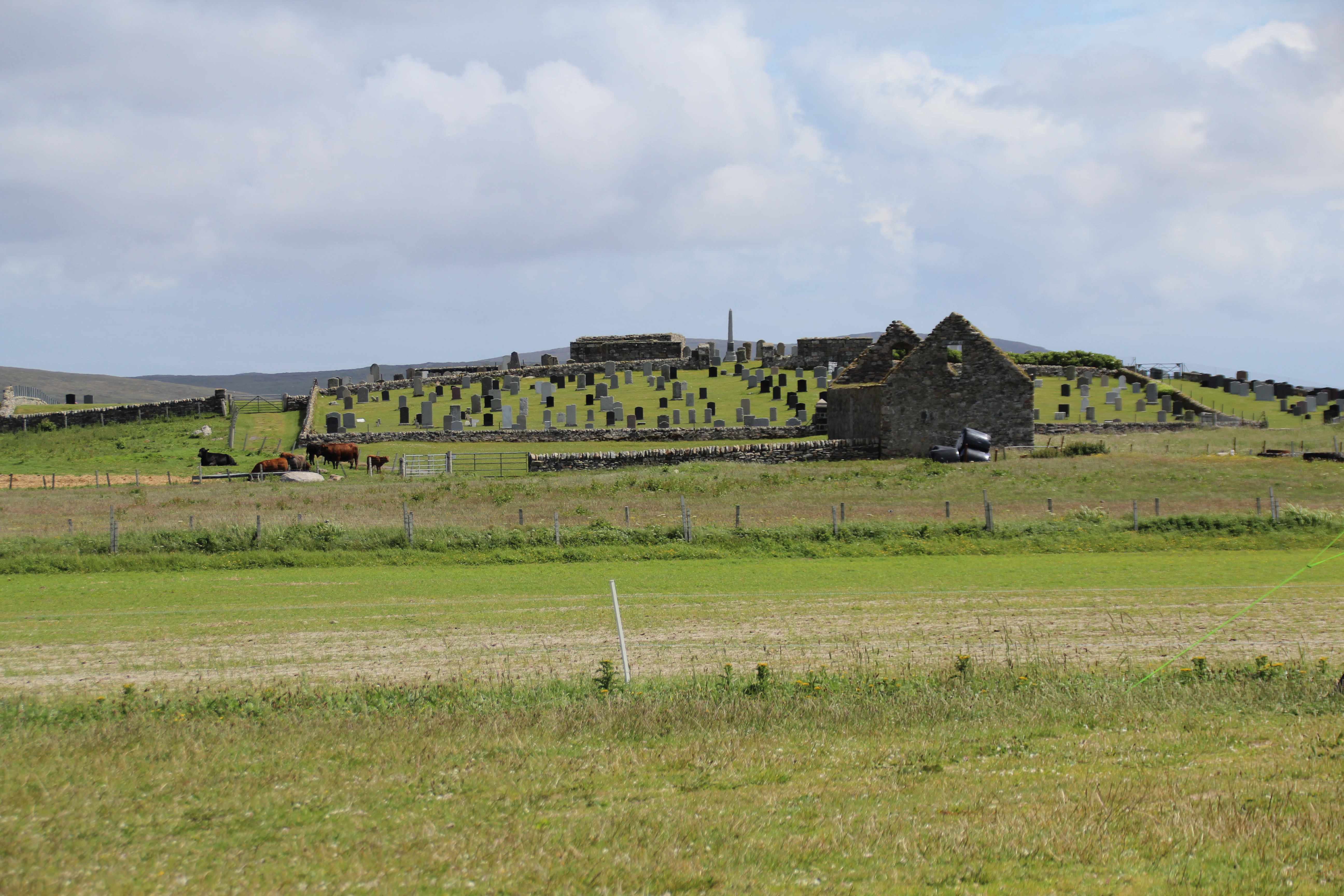
Kilmuir Old Church mit Friedhof

Die Kilmuir Old Church, auch St Mary’s Church, ist ein Kirchengebäude auf der schottischen Hebrideninsel North Uist. 1971 wurde das Bauwerk in die schottischen Denkmallisten in der Kategorie C aufgenommen. Der zugehörige Friedhof ist hingegen als Denkmal der Kategorie B eingestuft.

## Geschichte
Die heutige Kilmuir Old Church wurde 1764 errichtet. Sie ersetzte dabei ein seit mindestens 1549 existierendes Kirchengebäude am selben Standort, bei dem es sich um die älteste bekannte Kirche auf der Insel handelte. Die Arbeiten führte der aus South Queensferry stammende Steinmetz John Arbuckle aus. Vermutlich im frühen bis mittleren 19. Jahrhundert wurde insbesondere die Südfassade überarbeitet. Durch den Bau der Kilmuir Parish Church als neue Pfarrkirche im Jahre 1894 wurde die Kilmuir Old Church obsolet.
2010 wurde das Gebäude in das Register gefährdeter denkmalgeschützter Bauwerke in Schottland eingetragen. Die Kilmuir Old Church wird als moderat gefährdete Ruine eingestuft.

## Beschreibung
Das Kirchengebäude steht am Ostrand des Weilers Hougharry nahe der Westküste der Insel. Die längliche Saalkirche ist nur noch als unbedachte Ruine erhalten. Ihr Mauerwerk ist aus Feldstein aufgemauert und war einst mit Harl verputzt. Das Eingangsportal befindet sich an der westlichen Giebelseite. In die Südfassade sind zwei rundbogige und zwei längliche Öffnungen eingelassen. Des Weiteren ist jeder Giebel mit einem länglichen Fenster ausgeführt. Die Öffnungen in der Nordfassade wurden durch Mauerwerk verschlossen.

## Friedhof
Der zugehörige Friedhof liegt an einer leichten Anhöhe östlich der Kirche. Ursprüngliche handelte es sich um ein rundes Areal mit einem Durchmesser von etwa 55 Metern, das über einen Pfad mit der Kirche verbunden war. Bis 1901 wurde der Friedhof erweitert und das nun rechteckige Areal mit einer Seitenlänge von etwa 50 Metern wurde mit einer Feldsteinmauer umfriedet. Später wurde der Friedhof noch mehrfach erweitert.
Das älteste erhaltene Monument ist ein mittelalterliches Steinkreuz mit gebrochenem Querbalken, das 89 Zentimeter hoch steht. Des Weiteren befindet sich eine Grablege des Clan Ranald aus dem Jahre 1768 auf dem Friedhof. Der 1779 verstorbene Poet John MacCodrum (Iain Mac Fhearchair) wurde auf dem Friedhof beigesetzt.